# أندرسون كونسيساو كزافييه
أندرسون كونسيساو كزافييه (بالبرتغالية: Anderson Conceição Xavier‏) (22 يناير 1980 في البرازيل - ) هو لاعب كرة قدم برازيلي في مركز الوسط. لعب مع مكابي حيفا ونادي جوفنتودي ونادي فاسكو دا غاما ونادي فيتوريا ونادي كورينثيانز ونادي فيلا ريو.

## وصلات خارجية
- أندرسون كونسيساو كزافييه على موقع قاعدة بيانات كرة القدم.إي يو (الإنجليزية)